# Ulesie (województwo warmińsko-mazurskie)
Ulesie (niem. Ulleschen) – osada w Polsce, położona w województwie warmińsko-mazurskim, w powiecie nidzickim, w gminie Janowo.
W latach 1975–1998 osada administracyjnie należała do województwa olsztyńskiego.